# Teleopsis fallax
Teleopsis fallax är en tvåvingeart som först beskrevs av Jacques-Marie-Frangile Bigot 1874.  Teleopsis fallax ingår i släktet Teleopsis och familjen Diopsidae. Inga underarter finns listade i Catalogue of Life.